# Centrální Kordillera (Kolumbie)
Centrální Kordillera (španělsky Cordillera Central) jsou jedním ze tří dílčích pohoří, do kterých se v jižní Kolumbii rozdělují Andy. Táhne se od oblasti Kolumbijského masivu (Macizo Colombiano) severním směrem v délce přibližně 1000 km. Pohoří je od Západních Kordiller odděleno údolím řeky Cauca, od Východních Kordiller pak řekou Magdalena. V pohoří se nachází několik chráněných území.

## Hlavní vrcholy v pohoří
- Nevado del Huila (5 364 m n. m., nejvyšší hora Kolumbie)
- Nevado del Ruiz (5 321 m n. m.)
- Nevado del Tolima (5 216 m n. m.)
- Nevado del Quindío (5 150 m n. m.)
- Nevado de Santa Isabel (4 965 m n. m.)
- Nevado el Cisne (4 800 m n. m.)
- Puracé (4 646 m n. m.)

## Fotogalerie

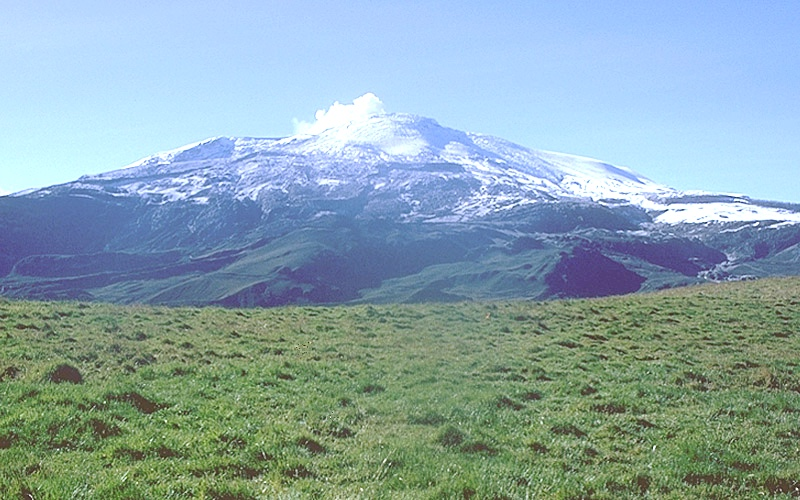
Nevado de Ruiz
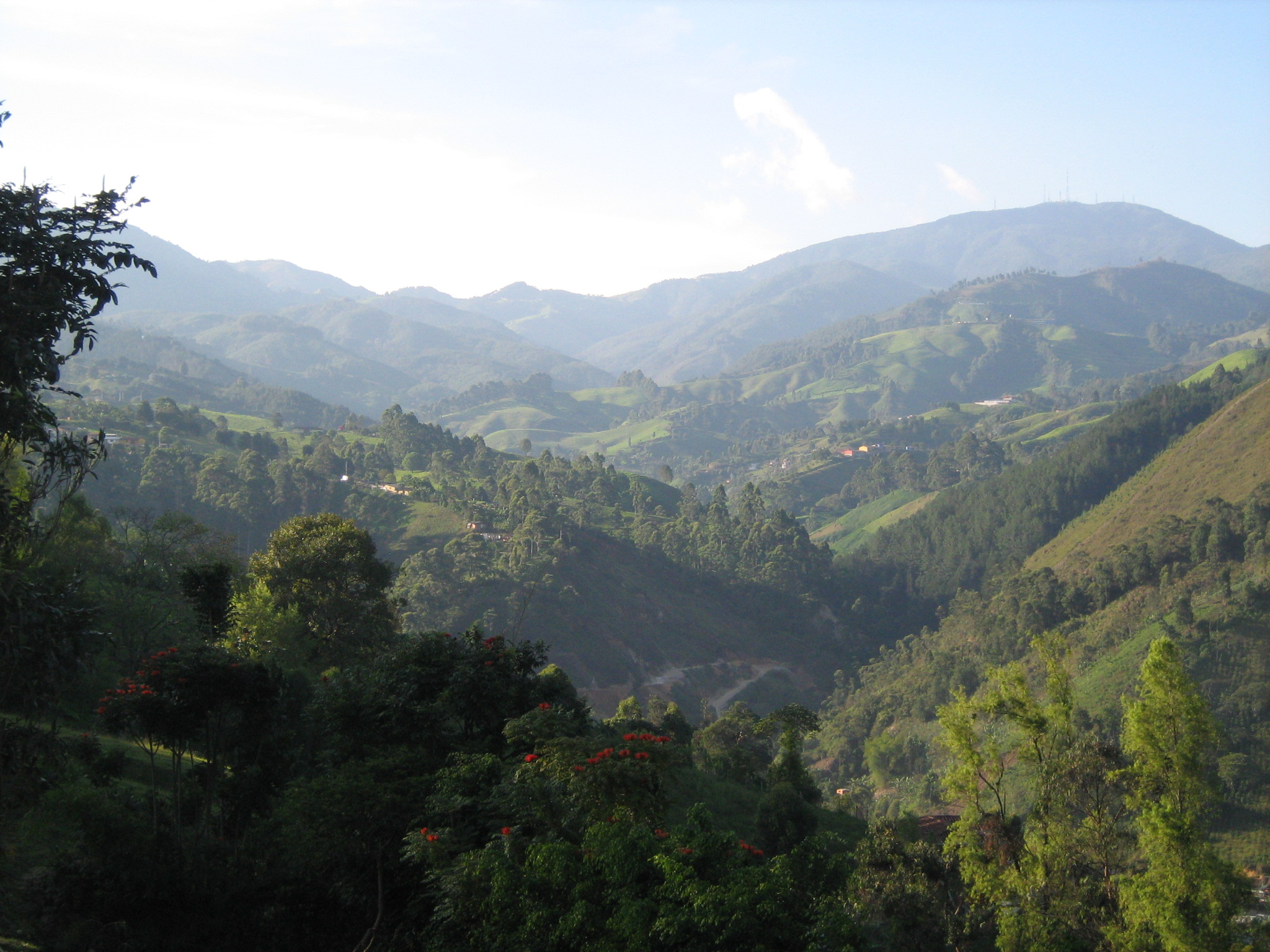
krajina pohoří
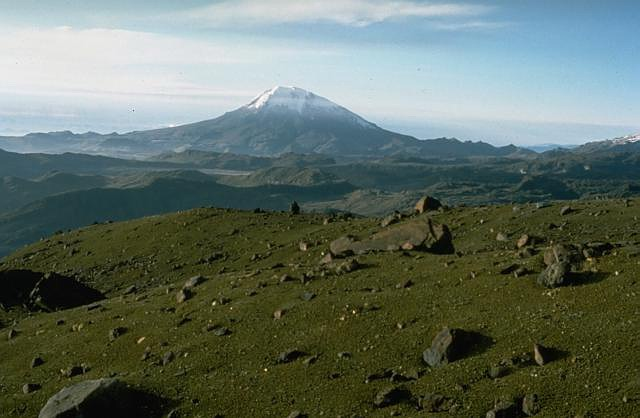
Nevado del Tolima